# Битка за Гуадалахара
Битката за Гуадалахара е по време на Гражданската война в Испания и приключва с победата на републиканската армия и на Интернационалните бригади над италианските и националистически сили, опитващи се да обкръжат Мадрид.
Националистическите сили, участващи в битката за Гуадалахара, са предимно Италианския експедиционен корпус.
Битката започва с италианска офанзива на 8 март. Тази офанзива е спряна до 11 март. Между 12 март и 14 март подновените италиански атаки са подкрепени от испански националистически части. Те също са спрени. На 15 март е подготвено републиканско контранастъпление. Републиканците успешно започват своята контраофанзива от 18 март до 23 март.

## Италианска офанзива

### 8 март
След 30-минутен артилерийски огън и въздушни нападения над републиканските позиции, италианците започват да напредват към 50-та републиканска бригада. Водени от танкети, те пробиват републиканската линия. След това тяхното нападение се забавя, главно защото мъглата и суграшица намалят видимостта до 100 метра на места. Италианците превземат 10 до 12 км терен, включително градовете Мирабуено, Аламинос и Кастехон. Отстъпвайки, републиканският командир иска пехотни подкрепления и рота от танкове.

### 9 март
Националистите продължaват атаката си срещу републиканските позиции. Основната атака е извършена с танкове, но отново е затруднена от лоша производителност и ниска видимост. Републиканската 50-та бригада се измъква без бой. Около обяд италианското настъпление е внезапно тласнато назад от батальони на XI Интернационална бригада (първоначално участващите батальони са батальон „Едгар Андре“, батальон „Телман“ и батальон Commune de Paris – с войници главно от Германия, Франция и балканските страни). Италианците от страната на националистите превземат още 15 до 18 км терен и градовете Алмадронес, Кохолор и Масегосо. Вечерта първите формации от италиански войски достигат предградието Брихуега, където се установяват, за да изчакат пробив в републиканските линии. Това прекъсване на импулса, макар и несъвместимо с тактиката на блицкриг, която номинално следват, е при обстоятелствата необходимо, за да позволят на войниците да си починат.
Републиканските сили на този ден се състоят от XI Интернационална бригада, две артилерийски батареи и две роти пехота от 49-та бригада, 12-та дивизия. Имат 1 850 войници с 1 600 пушки, 34 картечници, 6 артилерийски оръдия и 5 танка. До края на деня започват да пристигат още подкрепления, тъй като на полковник Енрике Хурадо Барио е наредено да сформира IV корпус с 11-та дивизия на Листер в центъра на пътя Мадрид – Сарагоса при Тория, 12-та дивизия на левия фланг и 14-та дивизия отдясно. Освен това, на 2-ра щурмова гвардейска дивизия е наредено да пристигне и да действа на терена от Висенте Рохо.

### 10 март
Републиканските сили получават нови подкрепления: италианци и поляци от XII Интернационална бригада (два батальона; батальон „Дабровски“ и батальон „Гарибалди“), три артилерийски батареи и батальон с недостатъчен състав от танкове. Републиканските сили вече разполагат с 4 350 войници, 8 минохвъргачки, 16 артилерийски оръдия и 26 леки танка.
На сутринта италианските сили започват тежки артилерийски и въздушни бомбардировки и безуспешно нападение срещу XI Интернационална бригада. В този момент те разполагат с 26 000 войници, 900 картечници, 130 леки танка и голям брой артилерийски оръдия, ангажирани в битката. Националистите превземат градовете Миралрио и Брихуега. Последният град е превзет почти без съпротива.
Националистическите атаки срещу XI и XII Интернационални бригади продължават през целия следобед, все още без успех. При Тория те се срещат с италианския батальон „Гарибалди“. По време на сблъсъка италианците от батальона „Гарибалди“ се възползват от възможността да насърчат фашистките войници да се присъединят към републиканците. Атаките са спрени към вечерта и италианските националистически части изграждат отбранителни позиции.
В края на деня Лакале се оттегля от командването си, официално по здравословни причини, но вероятно поради негодуванието си, че е надвит от Хурадо. Командването на 12-та дивизия е дадено на италианския комунист Нино Нанети.

### 11 март
Италианците започват успешно настъпление към позициите на XI и XII Интернационални бригади, които са принудени да отстъпят по главния път. Италианският авангард е спрян на около 3 км преди град Тория. Испанската националистическа дивизия "Сория" превзема градовете Хита и Торе дел Бурго.

## Републикански контраатаки

### 12 март
Републиканските сили под командването на Листер се преразпределят сутринта и започват контраатака по обяд. Близо сто бойни самолета "Чато" и "Рата" и две ескадрили бомбардировачи Катюска от испанските републикански военновъздушни сили са предоставени на летището в Албасете. Докато самолетите на Италианските легионерски военновъздушни сили са приземени на наводнени летища, републиканците нямат този проблем, тъй като летището в Албасете притежава бетонна ивица.
След въздушна бомбардировка на италианските позиции, републиканската пехота, подкрепена от леки танкове Т-26 и BT-5, атакуват италианските линии. Няколко италиански танкети са изгубени, когато генерал Роата се опитва да промени позицията на своите моторизирани части в калния терен; много от тях засядат и са лесна мишена. Италианската контраатака не възвръща загубения терен.

### 13 март
Републиканската контраатака срещу Трихуеке и Каса дел Кабо, Паласио де Ибара е започната с известен успех. Планът под командването на Висенте Рохо е да се съсредоточи 11-та дивизия под командването на Листер и всички бронирани части на пътя за Сарагоса, докато 14-та дивизия под командването на Мера пресича река Тахуня, за да атакува Брихуега. Италианците са предупредени, че това може да се случи, но пренебрегват съвета на испанския началник на операциите, полковник Барозу.

### 14 – 17 март
На 14 март повечето републикански пехотни формирования почиват, докато въздушните им сили извършват успешни атаки. Интернационалната бригада превзема Паласио де Ибара. През следващите дни републиканците преразпределят и съсредоточават силите си.
Републиканските сили вече се състоят от около 20 000 войници, 17 минохвъргачки, 28 артилерийски оръдия, 60 леки танка и 70 самолета.
Италианските и испанските националистически сили се състоят от около 45 000 войници, 70 минохвъргачки, 200 артилерийски оръдия, 80 леки танка (L3 танкети) и 50 самолета.

### 18 март
На зазоряване Висенте Рохо дава заповеди и Мера повежда 14-та дивизия през понтонния мост над река Тахуня. Имат прикритие от силна суграшица, но времето също забавя щурма. След обяд времето се подобрява достатъчно, за да позволи на републиканските военновъздушни сили да действат. Около 13:30 часа Хурадо дава заповед за атака. Листер е забавен от италианската дивизия „Литорио“, може би най-добрата от италианските части. 14-та дивизия почти успява да обкръжи Брихуега и италианците се оттеглят в паника. Останалите италиански войници са убити от XI Интернационална бригада.
Италианската контраатака срещу позициите на републиканците се проваля и е отблъсната от щурмова гвардейска дивизия, може би най-добрата от испанските републикански части. Атаката на щурмовата гвардейска дивизия е водена от 1-ва щурмова бригада с опустошителен ефект, нанасяйки тежки загуби на италианците. Дивизията „Литорио“ спасява италианците от пълна катастрофа, когато извършва добре организирано отстъпление.

### 19 – 23 март
Републиканските сили отново превземат градовете Гаханехос и Вилависиоса де Тахуня. Тяхната контраофанзива в крайна сметка е спряна на линията Валдеаренас–Леданка–Хонтанарес, тъй като Франко изпраща резервни формирования, за да уредят отбранителната линия между Леданка и Хонтанарес.

## Последица
Битката при Гуадалахара е важна стратегическа победа на Републиканската армия и прави много за повдигане на морала. Хърбърт Матюс твърди в The New York Times, че Гуадалахара е "за фашизма това, което поражението при Байлен е било за Наполеон." Британската преса затрупва с презрение този "нов Капорето" - намеквайки за голямото италианско поражение в Първата световна война – докато бившият британски министър-председател Дейвид Лойд Джордж пише подигравателно за „италианската пъргавица“, вбесявайки Мусолини.
Италианците губят около 3 000 души (загубите на испанските националисти са незначителни) и значителен брой леки танкове. В допълнение, републиканската армия залавя значителни количества крайно необходими материали, включително 65 артилерийски оръдия, 500 картечници, 67 камиона и превозни средства, 13 минохвъргачки, 10 танка и много боеприпаси. Стратегически победата на републиканците предотвратява обкръжаването на Мадрид, слагайки край на надеждите на Франко да смаже Републиката с решителен удар срещу нейната столица. Франко решава да възприеме нова стратегия за откъсване на републиканските територии, започвайки от север.
Преди всичко Гуадалахара е препятствие за италианския морал и загуба на престиж за фашисткия режим на Италия, чийто дуче е организирал разполагането на италианската армия с надеждата да зашемети света с демонстрация на „желязната военна сила“ на Италия. В отговор Франко обявява намерението си да разпусне италианската полева армия в Испания, опитвайки се да я разпръсне сред испанските националистически части. Тази заплаха в крайна сметка не е изпълнена и Гуадалахара в известен смисъл гарантира и продължава италианската помощ, докато Мусолини търси окончателна победа, за да заличи своето унижение в Гуадалахара.